# Music Cafe いいおとな
Music Cafe いいおとな（ミュージックカフェいいおとな）は、ラジオ大阪で2006年4月3日から9月29日の平日21:30-22:30に放送された音楽番組である。
これまでラジオ大阪ではOBCブンブンリクエストなどに代表される若者層中心の音楽番組を多数制作してきたが、この番組は特に中高年層をターゲットにして日替わりの個性的なパーソナリティー陣を迎えて、こだわりの音楽をかけたというものである。
「いいおとな」のタイトルは2006年10月2日より「News Tonight いいおとな」に系譜された。

## 出演者
- 月曜 長田和彦（フリーアナウンサー）
- 火曜 鈴木トオル（歌手）
- 水曜 西村由紀江（ピアニスト）
- 木曜 塩谷哲（ピアニスト）
- 金曜 尾崎亜美（歌手）